# دهستان عباس شرقی
عباس شرقی، دهستانی است از توابع بخش تیکمه‌داش شهرستان بستان‌آباد در استان آذربایجان شرقی ایران.

## جمعیت
براساس سرشماری سال ۱۳۸۵ جمعیت آن ۳٬۰۵۶ نفر (۷۷۰ خانوار) بوده‌است.